# Total Entertainment Network
 (mars 2025).
Si vous disposez d'ouvrages ou d'articles de référence ou si vous connaissez des sites web de qualité traitant du thème abordé ici, merci de compléter l'article en donnant les références utiles à sa vérifiabilité et en les liant à la section « Notes et références ».
Total Entertainment Network était une plateforme de jeux en ligne lancée en 1995, qui proposait une bibliothèque de jeux payants principalement pour PC, avant de se réorienter vers les jeux web sous le nom de Pogo.com.

## Histoire
En 1995, Total Entertainment Network (TEN) est né de la fusion entre Outland, l’un des premiers réseaux de jeux en ligne commerciaux, et Planet Optigon, une société californienne située à Emeryville. Pour accéder à son catalogue de jeux, mêlant exclusivités et titres populaires adaptés au multijoueur sur PC, les utilisateurs devaient souscrire un abonnement mensuel compris entre 10 et 30 dollars.
TEN proposait plusieurs jeux à succès, notamment Duke Nukem 3D, NASCAR Racing Online, Magic: The Gathering, Total Annihilation ou Dark Sun Online. À son apogée, la plateforme comptait plus de 25 000 abonnés payants et pouvait rassembler jusqu’à 2 000 joueurs en simultané. À une époque où le haut débit n’était pas encore généralisé, TEN offrait une qualité de connexion optimisée grâce à son partenariat avec le réseau Concentric, un maillage efficace de serveurs placés aux points de peering Internet et une adaptation technique des jeux pour mieux supporter la latence.
L’essor du jeu en ligne gratuit, notamment via Battle.net, met TEN en difficulté. L’entreprise abandonne son service de jeux sur PC en octobre 1999 pour se concentrer sur une nouvelle offre basée sur des jeux accessibles via navigateur. Cette transformation s'accompagne d’un changement de marque : Pogo.com,. Ce repositionnement porte ses fruits, et en 2001, Electronic Arts rachète Pogo.com, consolidant ainsi sa présence sur le marché du jeu en ligne,. Avec les années, la plateforme s’impose parmi les sites web les plus fréquentés aux États-Unis, se classant dans le top 10 en termes de temps moyen passé par utilisateur.